# Napad u El Pasu 2019.
Napad na Hispanoamerikance i Latinoamerikance dogodio se kod trgovine Walmart u El Pasu, Teksas 3. kolovoza 2019. godine u jutarnjim satima. Napadač je ubio 20 i ranio 26 ljudi. FBI istražuje slučaj kao domaći terorizam i zločin iz mržnje.
Policija vjeruje da je počinitelj prije napada na Internetu objavio manifest u kojem izražava anti-imigrantske stavove i bjelački nacionalizam. U manifestu kao inspiraciju navodi napad na džamije u Christchurchu i poziva se na teoriju zavjere o "genocidu bijele rase".

## Žrtve
U napadu je ubijeno 20 i ozlijeđeno 26 ljudi. Među žrtvama nalazilo se četrnaest meksičkih građana, od kojih je sedam ubijeno.
Trinaest žrtava liječeno je u Sveučilišnom medicinskom centru u El Pasu, dok ih je jedanaest liječeno u Medicinskom centru Del Sol. Dvogodišnje i devetogodišnje dijete odvedeno je u Dječju bolnicu u El Pasu. Pacijenti u Medicinskom centru Del Sol stari su između 35 i 82 godine.